# Laranjeiras (São Tomé)
Laranjeiras é uma aldeia de São Tomé e Príncipe, localiza-se ao Norte, no distrito da Lobata, ilha de São Tomé, próxima às localidades das Santo Amaro, Desejada, Aguã Casada, Bela Vista e Nova Cintra.